# سیارک ۲۱۶۴۵۱
سیارک ۲۱۶۴۵۱ (به انگلیسی: 216451 Irsha، نامگذاری:2009HP12) دویست و شانزده هزار و چهارصد و پنجاه و یکمین سیارک کشف شده‌است که در ۱۹ آوریل ۲۰۰۹ کشف شد.